# Rhegmatorhina berlepschi
Rhegmatorhina berlepschi е вид птица от семейство Thamnophilidae.

## Разпространение
Видът е разпространен в Бразилия.